# Anotogaster chaoi
Anotogaster chaoi är en trollsländeart som beskrevs av Zhou 1998. Anotogaster chaoi ingår i släktet Anotogaster och familjen kungstrollsländor. IUCN kategoriserar arten globalt som otillräckligt studerad. Inga underarter finns listade i Catalogue of Life.